# Алларт, Людвиг Николай
Барон Людвиг Николай фон Алларт (писался также Галлард, Галларт) (нем. Ludwig Nikolaus von Hallart; 2 (12) октября 1659 — 16 (27) мая 1727) — шотландский дворянин, военный инженер на саксонской и русской военной службе, сподвижник Петра І, российский генерал-аншеф.

## Происхождение
Представитель шотландского дворянского рода, сын генерал-майора бранденбургской службы Генриха Галларда (1620—1681).

## Начало военной службы
Служил саксонскому курфюрсту Августу II, участвовал в кампании в Венгрии, достиг чина генерал-лейтенанта.

## В годы Северной войны
С началом Северной войны в 1700 году Август II направил его в Россию в числе других саксонских офицеров. Прибыл в русский лагерь в сентябре, когда последняя находилась у стен Нарвы. В период осадных действий под крепостью Алларт получил «верховную команду в делании апрош, батарей, кетелей и линий», имел главный надзор за всеми осадными работами. Как искусному инженеру, ему было поручено составить диспозицию и ведомость необходимого для осады Нарвы. В Нарвском сражении, окончившемся для русских войск полным поражением, он вместе с герцогом де Круа и многими другими иностранными командирами, заподозренными русскими солдатами в измене, вынужден был искать спасения в плену у шведов.
До 1705 года Алларт находился в плену в Швеции, после чего, с доплатой в 4000 ефимков, был разменен на шведского генерала Арвида Горна. По возвращении из плена осенью 1705 года сопровождал Августа II в его поездке в Гродно, где Август II был наименован главнокомандующим союзной саксонско-русской армией, с согласия Августа перешёл на русскую военную службу в чине генерал-поручика, в период гродненской военной операции возглавил пехотную дивизию. 
Алларт был назначен шефом Казанского пехотного полка и принял участие во многих действиях против шведов, а также лично руководил работами по укреплению важных стратегических пунктов Полоцка и Копыси.
Во время Русского похода Карла XII в 1708 году во главе дивизии участвовал в бою у Мезина, затем в действиях русских войск на реке Ворскле в период осады шведами Полтавы (1709), а также в самой Полтавской битве, за отличие в которой сделан кавалером ордена Святого апостола Андрея Первозванного.
В 1711 году во главе дивизии участвовал в неудачном Прутском походе и ранен в сражении 20 июля. Рядом с ним был смертельно ранен его зять подполковник Лиенро.
В 1712 году назначен командующим над союзными русскими, польскими и датскими войсками, действовавшими в Померании против крепости Штральзунд. Однако осенью того же года отстранен от командования по проискам князя А. Д. Меншикова и обиженный вышел в отставку, получив в пожизненное арендное содержание поместье Вольмарсгоф в Лифляндии.
Продолжил участие в Северной войне, находился на службе у Августа II.
В 1721 году, по заключении Ништадтского мира, вернулся на службу в русскую армию, принял командование над войсками, расположенными на Украине. В апреле 1723 года сдал их генералу М. М. Голицыну и прибыл в Санкт-Петербург. 30 августа 1725 года Императрица Екатерина І пожаловала ему орден Святого Александра Невского, но вскоре Алларт оставил службу, вероятно, вновь не поладив с Меншиковым, вышел в отставку и поселившись в имении, скончался в нём.

## Оценка деятельности
Выделяясь в ряду современников своим образованием, Алларт отличался обширными знаниями по инженерным наукам; после него осталась, богатая коллекция до 800 планов различных крепостей Европы, дневник, веденный им во время осады Нарвы в 1700 году. Также известен тем, что начал писать историю Петра I. Перевод первого тома неоконченной истории Алларта хранится в рукописи в Эрмитажной библиотеке. Отрывок из неё напечатан П. M. Строевым в «Северном Архиве» 1822 года (кн. 1-я, стр. 3—25, 117—143), под заглавием: «Подробное описание осады г. Нарвы и сражения под сим городом в 1700 г.».
Современник Жан-Никола де Бразе в своих записках называет Алларта «одним из искуснейших генералов его царского величества». «Генерал Алларт, сверх многих других достоинств, есть один из лучших инженеров своего времени. Он умеет искусно разведать местные обстоятельства, расположиться лагерем, воспользоваться выгодами и начертать верную карту театру войны», — пишет де Бразе.

## Сочинения
- Галларт Л. Н. Подробное описание осады города Нарвы и сражения под сим городом в 1700 году. Отрывок из Истории Петра Великого, сочиненной генералом Аллартом. Рукопись Архивная копия от 26 ноября 2009 на Wayback Machine // Северный архив, 1822. — Ч. 1. — № 1. — С. 3-28; № 2. — С. 117—143.